# Cheez-It
Cheez-It é uma marca americana de biscoito salgado de queijo fabricado pela Kellogg Company por meio de sua divisão Sunshine Biscuits. Com aproximadamente 26x24 mm, os biscoitos retangulares são feitos com farinha de trigo, óleo vegetal, queijo, leite desnatado, sal e especiarias.
Os biscoitos Cheez-It, comumente chamados de Cheez-Its, foram introduzidos em 1921 pela Green & Green Company, uma fabricante de biscoitos salgados com sede em Dayton, Ohio, e foram comercializados usando o slogan "A Baked Rarebit" (Um Rarebit Assado). A Sunshine Biscuits adquiriu a Green & Green em 1932. A Sunshine Biscuits tornou-se uma subsidiária da Keebler Company em 1996. A Keebler, por sua vez, foi adquirida pela Kellogg em 2001.

## Os biscoitos
Os biscoitos Cheez-It são retângulos de 26x24 mm, embora muitas vezes se acredite que sejam quadrados. Os biscoitos Cheez-It são feitos com queijo de verdade e são comercializados pela Kellogg's como tal.

## No Brasil
O salgadinho Cheez-It foi lançado no Brasil em 2021, quando a fábrica da Kellogg's de São Lourenço do Oeste passou a produzir localmente o produto.